# Pegida UK

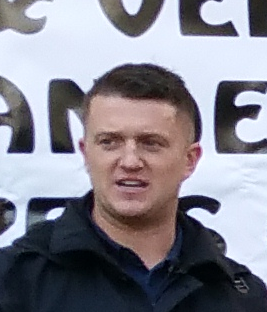
Tommy Robinson en un Pegida rally en Utrecht el 11 de octubre de 2015

Pegida UK es una organización anti-Islam en el Reino Unido que fue establecida por Tommy Robinson. Lleva el nombre del grupo alemán Pegida. Robinson busca detener la inmigración musulmana, el cierre de los tribunales de la sharia, la prohibición del uso del burka y la suspensión de la construcción de mezquitas.
- Datos: Q22079730